# Стемплев (Лодзинське воєводство)
Стемплев (пол. Stemplew) — село в Польщі, у гміні Свіниці-Варцькі Ленчицького повіту Лодзинського воєводства.
Населення — 347 осіб (2011).
У 1975-1998 роках село належало до Конінського воєводства.

## Демографія
Демографічна структура станом на 31 березня 2011 року:
|          | Загалом | Допрацездатний вік | Працездатний вік | Постпрацездатний вік |
| -------- | ------- | ------------------ | ---------------- | -------------------- |
| Чоловіки | 165     | 45                 | 106              | 14                   |
| Жінки    | 182     | 47                 | 97               | 38                   |
| Разом    | 347     | 92                 | 203              | 52                   |